# ヒルゼン高原センター
ヒルゼン高原センター・ジョイフルパーク（ヒルゼンこうげんセンター・ジョイフルパーク）は、岡山県真庭市の蒜山上福田にあるレジャー施設、遊園地である。

## 営業案内
- 営業時間
  - ヒルゼン高原センター（ショッピング・レストラン） 8:30-17:30（冬季/9:00-16:30）
  - ジョイフルパーク（遊園地）土日祝10:00-17:00（冬季/11:00-15:00）天候により休園の場合あり
    - 入園券
      - 中学生以上　600円
      - 小学生以下・65歳以上　400円

    - フリーパス券（入園券込）
      - おとな　3,000円（2014/3/26～）
      - こども　2,500円（2014/3/26～）

かつては入園料が無料であり、「入園料を取らないマジメな遊園地」と称していた。

## ヒルゼン高原センター
- ショッピングセンター
  - 蒜山の名産・特産・お土産
  - ヒルゼン高原饅頭
  - 乳製品
  - つけもの
  - 手作りマフィン　
  - キーホルダー
- レストラン（ファーミー）
- モンティゴ　カフェ

## ジョイフルパーク

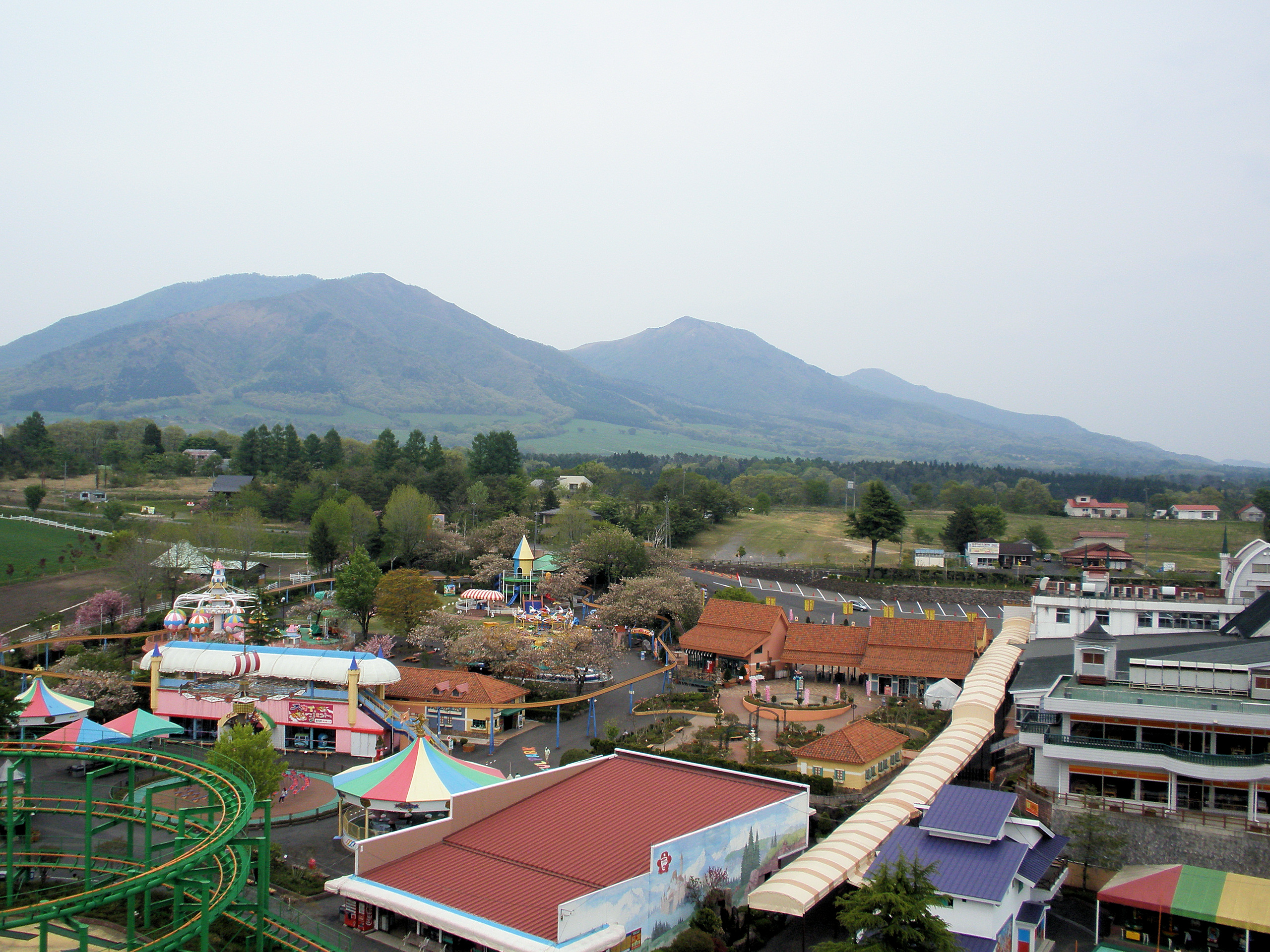
ヒルゼンタワーから見た蒜山三座

自然のリゾート地にある広大なアミューズメントパーク。アトラクションは以下の通り。
- 年齢・学年別
  - ヒルゼンタワー
  - メルヘンカップ
  - スカイバルーン
  - ミステリーゾーン
  - ウォーターショット
  - 2層メリーゴーランド
  - ごきげんアンパンマン
  - ドルフィンパラダイス
  - スカイジェット
  - トイボックスタウン
  - ラウンドパイレーツ
  - ワープシアター360°
  - ディノジェット
  - 急流すべり

- 身長制限別
  - カイトフライヤー
  - スカイサイクル
  - ゴーカート（1～2人乗）
  - ヒルゼンコースター
  - ロックンロール
  - バイキング (アトラクション)
  - ファルコン

- その他
  - カーニバルコーナー
  - パターゴルフ
  - ゴーゴートーマス
  - バッティングセンター
  - ミニSL / ミニカー
  - プリクラハウス
  - ゲームセンター
  - おとぎ話の道（桃太郎・カチカチ山）
  - フワフワ
  - バルーンステージ
  - ゲームキャッスル
  - さる園
  - とり園
  - オオサンショウウオの池
  - ひるぜん花の森

## アクセス
- 中国勝山駅より真庭市コミュニティバス「まにわくん」蒜山・久世ルートに乗車、蒜山高原センター前下車。所要75分。

当路線は中鉄北部バス「勝山～岡山線」（中国勝山駅～岡山駅～天満屋バスセンター）と接続を行っている。
- 倉吉駅から日本交通バス関金行に乗車、関金温泉にて真庭市コミュニティバス「まにわくん」中曽・関金ルートに乗り継ぎ、蒜山高原センター前下車。所要40分。
- 米子自動車道蒜山ICより車で3分。